# Phineas
Phineas ist ein männlicher Vorname.

## Herkunft und Bedeutung
Phineas ist eine gräzisierte Form des biblischen Namens Pinchas. Er ist nicht mit dem Namen Phineus verwandt, den mehrere Figuren der griechischen Mythologie tragen.

## Namensträger
- Phineas Taylor Barnum (1810–1891), US-amerikanischer Zirkuspionier und Politiker (Republikaner)
- Phineas Bruce (1762–1809), US-amerikanischer Politiker (Föderalistische Partei)
- Phineas F. Bresee (1838–1915), Hauptgründer der Church of the Nazarene
- Phineas Fletcher (1582–1650), englischer Dichter und Geistlicher
- Phineas Gage (1823–1860), US-amerikanischer Eisenbahnarbeiter und Unfallopfer
- Phineas Warren Hitchcock (1831–1881), US-amerikanischer Politiker (Republikaner)
- Phineas Jones (1819–1884), US-amerikanischer Politiker (Republikaner)
- Phineas C. Lounsbury (1841–1925), US-amerikanischer Politiker (Republikaner) und Gouverneur des US-Bundesstaates Connecticut
- Phineas Miner (1777–1839), US-amerikanischer Politiker (National-Republikanische Partei)
- Phineas Newborn (1931–1989), US-amerikanischer Jazz-Pianist und -komponist
- Phineas Parkhurst Quimby (1802–1866), US-amerikanischer Heilpraktiker, Vertreter der Neugeist-Bewegung
- Phineas Riall (1775–1850), britischer Offizier
- Phineas L. Tracy (1786–1876), US-amerikanischer Politiker (Anti-Masonic Party)
- Phineas White (1770–1847), US-amerikanischer Politiker (Demokratisch-Republikanische Partei)
- Phineas Lawrence Windsor (1871–1965), US-amerikanischer Bibliothekar

## Fiktive Personen
- Phineas Flynn, eine der Titelfiguren aus der Disney-Serie Phineas und Ferb
- Phineas Nigellus Black, eine Figur der Harry-Potter-Romane